# Juan Rodríguez García
Juan Rodríguez García, «el Tahonero hijo», (Cádiz, marzo de 1816 – c. 1880) fue un famoso pintor español y profesor de dibujo, discípulo de su padre Juan Rodríguez Jiménez, «el Tahonero». 
Desde 1836 vivía en Jerez de la Frontera en la calle Doña Blanca dedicado a la enseñanza de la pintura. En 1852 fue nombrado pintor de cámara de su Majestad. Se casó con la escultora María del Carmen Ponce de León y Villavicencio(Jerez,1816-Jerez, 22 de julio de 1866) en la iglesia de San Miguel de Jerez el 21 de diciembre de 1840. La esposa era hija de Manuel Ponce de León y Torres y de Lorenza Fernández de Villavicencio.

## Obras
- La anunciata ( boceto, 0'68 x 0'50 m).
- Descanso de la Sagrada Familia en Egipto (1'85 x 2'06 m).
- San Jerónimo en la cueva de Belén (1'23 x 1'57 m).
- Primer martirio de san Sebastián (2'10 x 1'67 m).
- Nuestra Señora de los Dolores (1'13 x 0'85 m).
- San Servando y san Germán.
- El martirio de san Caralampio.
- Santa Catalina.
- San Juan Grande.
- Muerte del centauro Neso.